# Zoo Ch’ŏngjin
Koordinaten: 41° 47′ 58″ N, 129° 47′ 57″ O
Der Zoo Ch’ŏngjin (청진 동물원) ist ein ehemaliger Tierpark in der nordkoreanischen Hafenstadt Ch’ŏngjin. Hier waren Tiger, Bären, Affen, Hirsche, Vögel und Schlangen, aber auch einheimische Tiere zu sehen.
Mitte der 1990er Jahre wurde der Zoo aufgrund der immer schwieriger werdenden wirtschaftlichen Lage Nordkoreas bzw. der schlechten Lebensmittelversorgung geschlossen.